# Виллар (Крёз)
Вилла́р (фр. Villard, окс. Vilar) — коммуна во Франции, находится в департаменте Крёз (регион Новая Аквитания). Входит в состав кантона Дён-ле-Палестель. Округ коммуны — Гере.
Код INSEE коммуны — 23263.

## Население
Население коммуны на 2010 год составляло 43 человека.
| 1962 | 1968 | 1975 | 1982 | 1990 | 1999 | 2010 |
| ---- | ---- | ---- | ---- | ---- | ---- | ---- |
| 473  | 91   | 72   | 55   | 53   | 43   | 43   |

## Экономика
В 2010 году среди 197 человек трудоспособного возраста (15—64 лет) 141 были экономически активными, 56 — неактивными (показатель активности — 71,6 %, в 1999 году было 71,1 %). Из 141 активных жителей работали 130 человек (67 мужчин и 63 женщины), безработных было 11 (8 мужчин и 3 женщины). Среди 56 неактивных 6 человек были учениками или студентами, 36 — пенсионерами, 14 были неактивными по другим причинам.